# اشتر الثنائية والوداع
اشتر الثنائية والوداع هي مسرحية أمريكية للكاتب فيلتون بيري وعرضت لأول مرة في عام 1976 في مسرح الممثل في لوس أنجلوس، كاليفورنيا.

## القصة
يجتمع مجموعة معظمها من الممثلين السود في مسرح لقراءة مسرحية خيالية تسمى (قتل الأرض) لكاتب ومخرج أبيض مصاب بالفصام.

## الاستقبال
أشادت صحيفة نشرة التقدم بالعرض الأول للمسرحية ووصفتها بأنها «هجاء أسود شاذ ومضحك مع أداء مذهل لرون تومسون».
عندما عُرضت المسرحية لاحقًا في عام 1986، كتبت صحيفة لوس أنجلوس تايمز «يُسمع صوت الساخر شديد الملاحظة في جميع أنحاء اشتر الثنائية الوداع في ريتشموند شيبرد. ومع ذلك، فإن مسرحية فيلتون بيري ليست حادة كما يجب أن تكون قبل 10 سنوات في مسرح ممثلي لوس أنجلوس».